# سيريك أحمدوف
سيريك أحمدوف (25 يونيو 1958) رئيس وزراء كازاخستان الثامن من 24 سبتمبر 2012 و حتى 2 أبريل 2014 ، و وزير الدفاع الحالي منذ 2 أبريل 2014 في عهد رئيس كازاخستان نور سلطان نزارباييف.